# Olavsarven

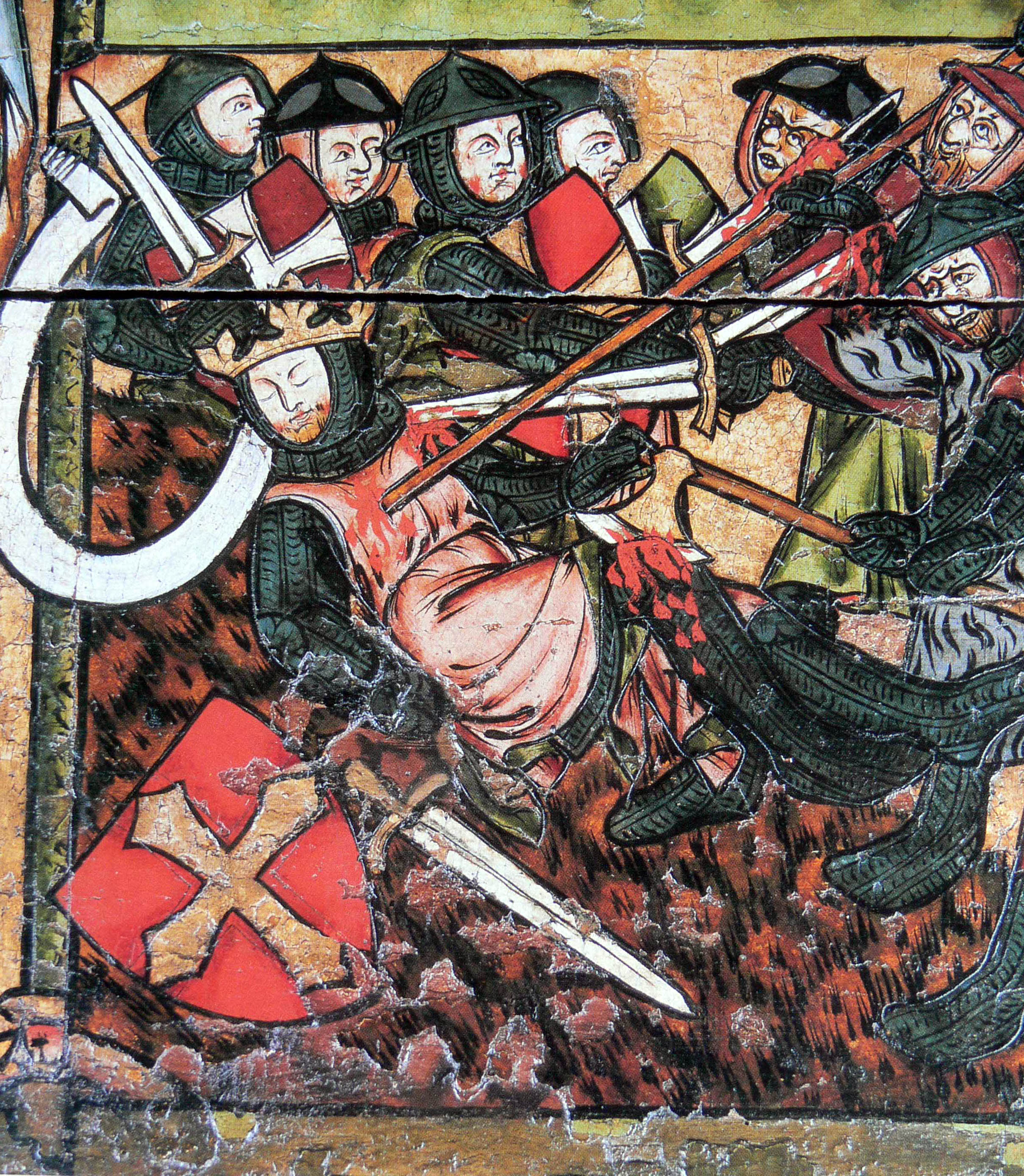

L'Olavsarven o Eredità di Sant'Olav indica, nella storia norvegese, tutto ciò che può essere collegato alla vita e alla morte di Olav il Santo, re e patrono di Norvegia. Il termine è espressione degli effetti che Olav ebbe sul paese, sia in vita (quando promosse la conversione totale della Norvegia), sia in morte e nella sua canonizzazione. I miracoli che seguirono alla sua morte, considerata a tutti gli effetti martirio, la chiesa a lui dedicata a Trondheim, i pellegrinaggi e l'arte sacra (immagini, segni, simboli), così come il festivale dedicato a Olav: tutto questo costituisce l'Eredità di Olav. Bisogna infatti tenere presente della grande importanza che a lui si è data nel corso del tempo, tanto che nel 1995 il parlamento affidò al Centro culturale nazionale di Stiklestad un ruolo eminente nella tutela del patrimonio e della tradizione di Sant'Olav.

## Note

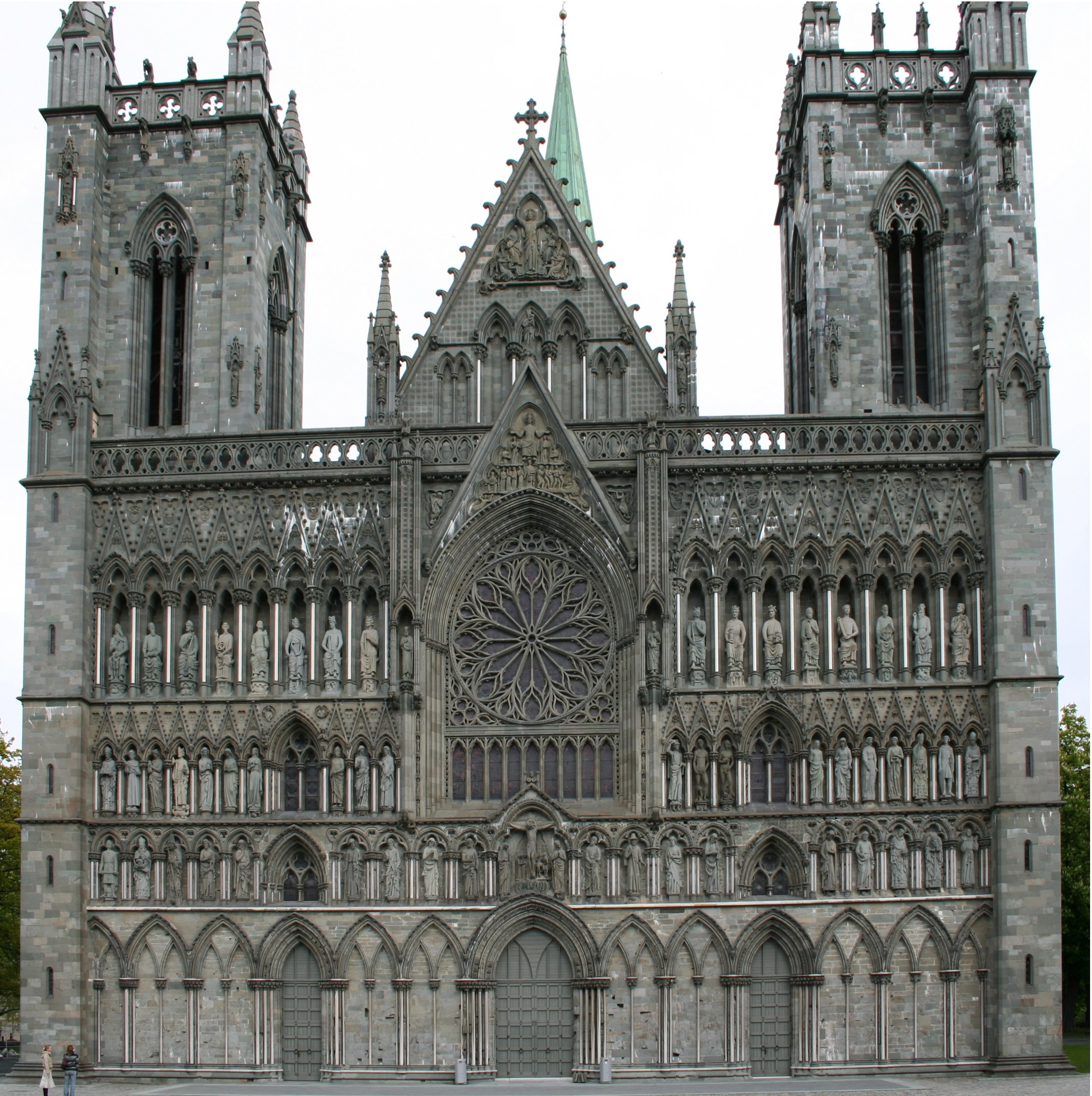
Cattedrale di Nidaros